# Christian Nifanius
Christian Nifanius (auch Christian Neophanius oder Christian Neukirch; * 11. März 1629 in Lellinge Sogn; † 5. Juni 1689 in Bielefeld) war ein deutscher lutherischer Theologe und Geistlicher.

## Leben
Nifanius war Sohn des Johannes Nifanius, der Hofprediger in Kopenhagen war. Mit der Versetzung seines Vaters kam er nach Marne in Dithmarschen. 1649 wurde er an der Universität Königsberg aufgenommen, 1650 an der Universität Wittenberg. Dort erlangte er 1653 den Grad eines Magisters. Nachdem er weitere Universitäten bereist hatte, fand er bei Johann Balthasar Schupp in Hamburg Aufnahme. 1658 übernahm er das Rektorat der Korbacher Gelehrtenschule. In seiner Korbacher Zeit erlangte er an der Universität Gießen 1660 den Grad eines Lic. theol. Neben dem Rektorenamt erhielt er 1661 die Stelle als Inspektor der Kirchen von Waldeck-Eisenberg.
Nifanius folgte 1664 einem Ruf nach Bielefeld. Dort wurde er zum Pastor sowie zum Superintendenten der Grafschaft Ravensberg ernannt. In dieser Stellung blieb er bis zu seinem Lebensende. Er betätigte sich auch als Kirchenlieddichter, wobei sein Lied O großer Gott vom Himmelsthron, laß deine Gnade walten größere Bekanntheit erlangte.

## Werke (Auswahl)
- Ostensio historico-theologica, quod gloriosiss. Imperator Carolus M. in quamplurimis fidei articulis formaliter non fuerit papista, Stock, Frankfurt 1670.
- Kurtzes Bedencken, was von der Religion, der neuligst zu Hervordin der Graffschafft Ravenßberg angekommenen Versamlung, Dibroch, Bielefeld 1671.
- Matæologia Labadiana, Dibroch, Bielefeld 1673.
- Ecclesiæ Ac Doctrinæ Lutheranæ Veritas, Tränckenerianis, Bielefeld 1673.
- Iustinus Philosophus Christianus, Et Martyr, exhibitus Veritatis Evangelicae Testis Et Confessor, praecipue in Articulis De Sacro-Sancta Trinitate Et Persona Jesu Christi, adversus Christophori Christophor. Sandii inculpationes iniustas, aliorumque, Zunner, Frankfurt 1688.